# Igreja de Wies

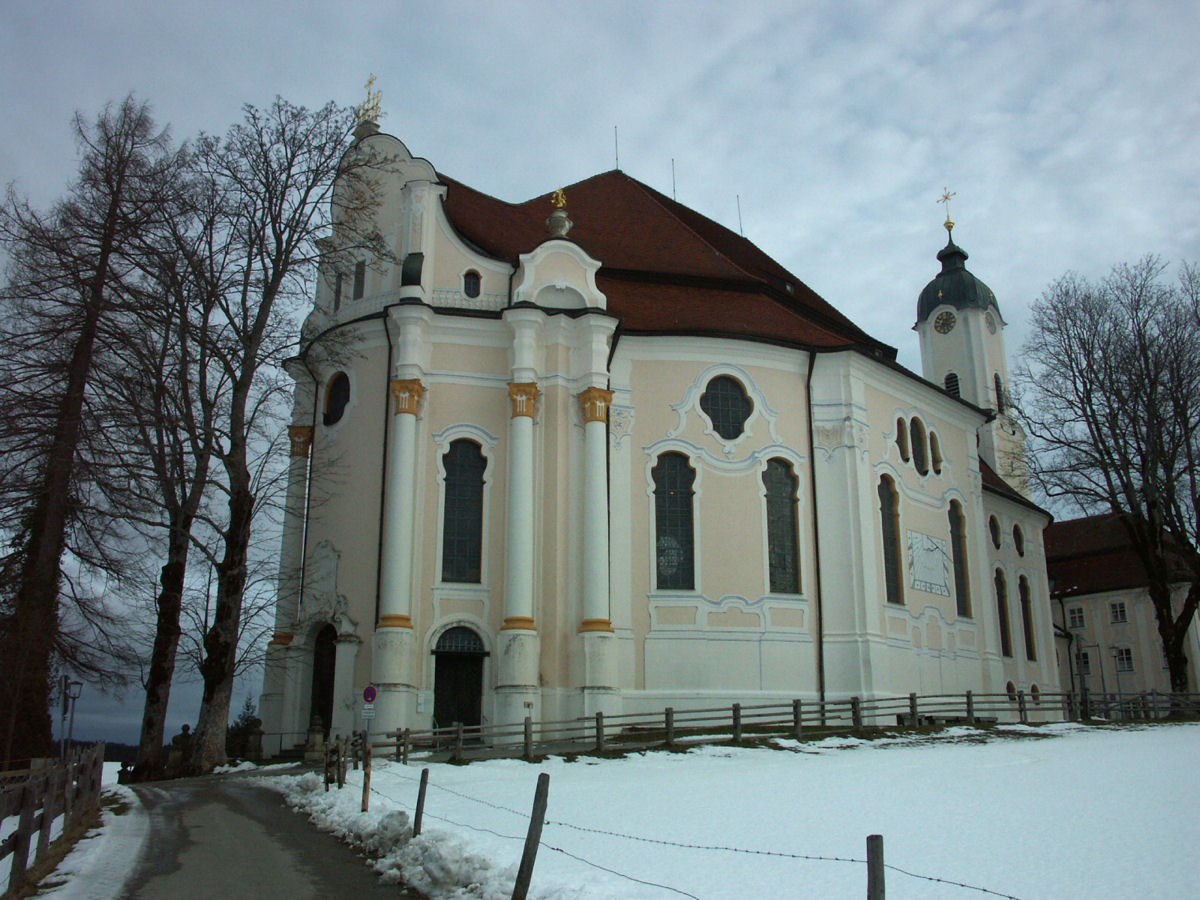
Exterior da Igreja de Wies

A Igreja de Wies ou Wieskirche é uma igreja de peregrinação no sudoeste da Baviera (Alemanha), a 5 km de Steingaden. O seu rócócó é conhecido por todo o mundo.
Segundo a lenda uma camponesa viu lágrimas no olhos da estátua de Cristo que actualmente está no centro da igreja. O milagre causou uma grande peregrinação para irem ver a estátua de Cristo, e foi então que, entre 1745 e 1754, Dominikus Zimmermann construi um local para a adoração da estátua de Cristo - a igreja de Wies. A igreja, em estilo rócócó, tem anualmente, cerca de um milhão de visitantes, nos quais se incluem um grande número de peregrinos.